# Zaricine, Nova Odesa
Zaricine (în ucraineană Зарічне) este un sat în comuna Novosafronivka din raionul Nova Odesa, regiunea Mîkolaiiv, Ucraina.

## Demografie
Componența lingvistică a localității Zaricine
     Ucraineană (91,38%)
     Rusă (5,17%)
     Alte limbi (0,86%)
Conform recensământului din 2001, majoritatea populației localității Zaricine era vorbitoare de ucraineană (91,38%), existând în minoritate și vorbitori de rusă (5,17%).